# Curitiba (tiểu vùng)
Curitiba là một tiểu vùng thuộc bang Paraná, Brasil. Tiều vùng này có diện tích 8589 km², dân số năm 2007 là 2661428 người.